# Rowan Software
Rowan Software Ltd. ist eine ehemalige britische Spieleentwicklerfirma, die 1987 von Rod Hyde in Runcorn gegründet wurde.
Anfängliche Werke waren die Portierung von Falcon: The F-16 Fighter Simulation auf den Commodore Amiga und den Atari ST sowie die Programmierung einer Tetris-Version für den Amstrad CPC und den MSX. Ab 1990 entwickelte die Firma eigenständig Flugsimulationen, beginnend mit dem im Vietnamkrieg angesiedelten Flight of the Intruder. Dieses Spiel basierte auf dem gleichnamigen Roman von Stephen Coonts, der auch die Grundlage für den im Folgejahr gedrehten Spielfilm Flug durch die Hölle bildete. Es folgten im Jahr 1992 Reach for the Skies, das die Luftschlacht um England thematisierte, und 1994 schließlich Dawn Patrol (Erster Weltkrieg) und Overlord (Luftkrieg während der Operation Overlord). In beiden letzteren Spielen ermöglichte der technische Fortschritt durch die Verwendung von SVGA-Auflösungen, Texturen und Gouraud-Shading eine realistische Grafikdarstellung der Luftkämpfe und machte insbesondere Dawn Patrol zu einem Verkaufserfolg.
Ein eher ungewöhnliches Spiel war das 1995 veröffentlichte Air Power. Dieses war nicht nur in einem fiktiven Szenario angesiedelt, das vom Steampunk beeinflusste Gefechte zwischen primitiven Flugzeugen und Luftschiffen in den Mittelpunkt rückte, sondern umfasste auch einen dynamischen Kampagnen-Spielmodus, bei dem der Spieler selbst Ziele für Missionen und Feldzüge vorgeben musste. Ähnliche Elemente fanden sich im ebenfalls 1995 veröffentlichten Navy Strike, das sich auf den von Flugzeugträgern operierenden Jagdbomber McDonnell Douglas F/A-18 konzentrierte.
Mit Flying Corps kehrte Rowan im Jahr 1997 zum Szenario des Ersten Weltkriegs zurück. Neben seinem Realismus sorgte das Spiel durch seine historisch exakt aufgebauten Kampagnen für Aufsehen: So nahm der Spieler in einer der vier Kampagnen die Rolle von Lothar von Richthofen ein, der in Abwesenheit seines Bruders versucht, in der Jagdstaffel 11 möglichst viele Abschüsse zu erzielen. Eine um Unterstützung für 3D-Beschleunigerkarten mit dem 3dfx Voodoo Graphics-Chip erweiterte Fassung erschien im Herbst des Jahres unter dem Titel Flying Corps Gold.
Als nächstes Spiel erschien 1999 MiG Alley, das im Koreakrieg angesiedelt war und hier die Kämpfe zwischen frühen Düsenjägern aus amerikanischer (Lockheed P-80, North American F-86) und sowjetischer (Mikojan-Gurewitsch MiG-15) behandelte. Erneut umfasste dieses Spiel einen umfangreichen Kampagnenmodus mit strategischer Planung. Als letztes Spiel erschien im Januar 2001 Adlertag: Die Luftschlacht um England, das neben dem Simulationsanteil den Spieler in ähnlicher Weise die titelgebende Schlacht aus deutscher oder britischer Sicht planen ließ. Im Dezember 2002 wurde Rowan Software dann von der zuvor als Verleger der Spiele tätigen Firma Empire Interactive aufgekauft.
Bei Rowan Software war auch Martin Kenwright tätig gewesen, der die Firma 1989 verließ und Digital Image Design gründete.

## Entwickelte Spiele
- Flight of the Intruder (Mirrorsoft, 1990)
- Reach for the Skies (Virgin Games, 1992)
- Dawn Patrol (Empire Interactive, 1994)
- Overlord (Virgin Interactive, 1994)
- Air Power (Mindscape, 1995)
- Navy Strike (Empire Interactive, 1995, auch als Carrier Strike Force betitelt)
- Flying Corps (Empire Interactive, 1997)
- MiG Alley (Empire Interactive, 1999)
- Adlertag: Die Luftschlacht um England (Empire Interactive, 2001, Originaltitel: Rowan's Battle of Britain)